# 尾道高校下駅
尾道高校下駅（おのみちこうこうしたえき）は、かつて広島県尾道市栗原町に位置していた、尾道鉄道の駅（廃駅）である。

## 概要
単式ホーム1面1線の無人駅であり、地上駅。利用客のほとんどが地元の学校に通う学生であった。

## 歴史
- 1933年（昭和8年）7月1日：大池駅として開業[1]。
- 1941年（昭和16年） - 1945年（昭和20年）：休止。
- 1949年（昭和24年）10月1日：復活。
- 1957年（昭和32年）：尾道高校下に駅名を改称。
- 1964年（昭和39年）8月1日：尾道鉄道の廃止に伴い閉鎖。

## 駅周辺
- 尾道高等学校（2009年9月より向島町に移転）
- 中国バス・おのみちバス「松岡団地口」バス停

## 隣の駅
尾道鉄道
尾道鉄道線
栗原駅 - 尾道高校下駅 - 三美園駅